# Nász István
Nász István (Túrkeve, 1927. március 3. –) Széchenyi-díjas magyar orvos, mikrobiológus, virológus, egyetemi tanár, a Magyar Tudományos Akadémia rendes tagja. Kutatási területe az orvosi bakteriológia, ezen belül különböző baktériumok szűrhető formáinak és változékonyságának kérdése és tanulmányozása, valamint az orvosi virológia általános és az adenovírussal kapcsolatos kérdései. 1973 és 1979 között a Semmelweis Orvostudományi Egyetem tudományos rektorhelyettese. 1974 és 1994 között az egyetem Mikrobiológiai Intézete igazgatója.

## Életpályája
1945-ben érettségizett, majd felvették a Pázmány Péter Tudományegyetem Orvosi Karára. Orvosi diplomáját 1951-ben szerezte meg orvosi diplomáját az addigra önállóvá vált Budapesti Orvostudományi Egyetemen. Már egyetemista korában, 1948-ban az egyetem Mikrobiológiai Intézete munkatársa lett, majd diplomája megszerzése után véglegesítették. Egyetemi docensi kinevezését 1963-ban, egyetemi tanári kinevezését 1969-ben (ekkortól az egyetem neve Semmelweis Orvostudományi Egyetem) vette át. 1970-ben az egyetem Általános Orvostudományi Karának dékánhelyettesévé választották meg. 1973-ban az egyetem tudományos rektorhelyettesévé választották, tisztségét hat éven keresztül töltötte be. Közben 1974-ben az egyetem Mikrobiológiai Intézete igazgatójává is kinevezték. Az intézetnek húsz éven keresztül volt vezetője. 1994–1998-ban az MTA és az egyetem közös Mikrobiológiai–Virológiai Kutatócsoportot vezette. 1997-ben nyugdíjazták, majd két évvel később professor emeritusi címet kapott.
1955-ben védte meg az orvostudományok kandidátusi, 1964-ben akadémiai doktori értekezését. 1979-ben megválasztották a Magyar Tudományos Akadémia levelező, 1985-ben pedig rendes tagjává. 1974 és 1996 között az MTA Mikrobiológiai, Járványügyi és Oltóanyag Bizottság elnöke volt. 1985-től több éven át az Általános Mikrobiológiai Bizottság alelnökekét, illetve 1985–1990-ben a Környezet és Egészség Bizottság társelnökeként tevékenykedett. 1980 és 1990 között az Orvosi Tudományok Osztálya elnökhelyettese volt. Akadémiai tisztségei mellett 1964-től 2005-ig Nemzetközi Vírustaxonómiai Bizottság, valamint 1988 és 1996 között a Nemzetközi Adenovírus-kutató Csoport tagja volt. 1989-ben az UNESCO Európai Víruskutatási Hálózat vezetőségi tagja lett. 1974-ben a moszkvai Mecsnyikov Mikrobiológiai Tudományos Társaság tiszteleti tagjává választotta. Ezenkívül 1979 és 1993 között a Magyar Mikrobiológiai Társaság alelnöke volt. Az Acta Microbiologica (később Acta Microbiologica et Immunologica Hungarica) című tudományos szakfolyóirat főszerkesztője (1980–), valamint az Acta Virologica (1981–) és az Orvosi Hetilap szerkesztőbizottságának tagja.

## Díjai, elismerései
- Akadémiai Díj (1962, 1974)
- Brüsszeli Szabad Egyetem Emlékérme (1976)
- Manninger-emlékérem (1982, Magyar Mikrobiológiai Társaság)
- Semmelweis-emlékérem és -díj (1982)
- Széchenyi-díj (1998) – A vírusok által okozott megbetegedések patomechanizmusának, különös tekintettel a nagy visszhangot kiváltó adenovírus DNS-szerkezetének izolálásáért.
- Markusovszky-díj (1998)
- Nívódíj (2004, Akadémia Kiadó)
- A Magyar Köztársasági Érdemrend középkeresztje (2007)
- A Magyar Érdemrend középkeresztje a csillaggal (2017)

## Főbb publikációi
- Adenovirus in Human Embionic Kidney Cells (1959)
- Az adenovírusok és kórokozó szerepük (szerk. és társszerző, 1967)
- A Possible Pathogenic Role for Viruscarrier Lymphocytes (1971)
- Mikrobiológia (egyetemi tankönyv, 1974)
- Mikrobiológia, immunitástan, parazitológia (1978)
- Inter- and Intrahexonal Connections between Adenovirus Hexon Polypeptides in the Two-dimensional Crystalline Array (1981)
- Mikrobiológia és immunitástan (1982)
- Biomedical Significance of Peptide Research (1984)
- Delineation of Antigenic Determinants of Adenovirus Hexons by Means of Monoclonal Antibodies (1985)
- Hepatitiszvírusok, vírushepatitiszek (1986)
- Multiple Copies of of Identical Epitopes on the Adenovirus Hexon (1986)
- Klinikai mikrobiológia (1988)
- Adenovirusz–Kletka–Organizm (1988)
- Az adenovírusok pathológiai jelentősége és molekuláris szerkezete : akadémiai székfoglaló : 1986. február 20.  (1988)
- Orvosi mikrobiológia (társszerk., 1993)
- Characterization of Adenovirus Hexons by Their Epitope Composition (1996)
- Characterization of Intertype Specific Epitopes on Adenovirus Hexons (1998)